# Каньяс (кантон)
Каньяс (исп. Cañas) — кантон в провинции Гуанакасте Коста-Рики.

## География
Находится в восточной части провинции. На севере граничит с провинцией Алахуэла. Самая высокая точка — вулкан Тенорио (1916 м). Административный центр — Каньяс.

## Округа
Кантон разделён на 5 округов:
1. Каньяс
2. Пальмира
3. Сан-Мигель
4. Бебедеро
5. Поросаль